# Full Fat
Full Fat es una desarrolladora de videojuegos británica independiente. La compañía fue fundada en 1996. La especialidad de la compañía ha sido el desarrollo de juegos para dispositivos portátiles, incluidos Game Boy, Game Boy Advance, Nintendo DS, PlayStation Portable, y últimamente dispositivos móviles (iOS y Android). Otras plataformas incluyen Dreamcast, Wii y Microsoft Windows.
Originalmente con sede en Leamington Spa, Inglaterra, la empresa se mudó a Coventry en 2001 y posteriormente a Warwick en 2011.

## Videojuegos
iOS
- Sugar Rush
- NFL Kicker 13
- NFL Quarterback 13
- Agent Dash
- NFL Kicker!
- NFL Flick Quarterback
- Flick Soccer!
- Flick Golf Extreme!
- Coin Drop!
- Hotspot Football
- Flick Golf!
- Zombie Flick
- Deadball Specialist

Android
- Sugar Rush
- NFL Kicker 13
- NFL Quarterback 13
- Agent Dash
- NFL Kicker!
- NFL Flick Quarterback
- Flick Soccer!
- Flick Golf Extreme!
- Coin Drop!
- Flick Golf!
- Zombie Flick

DS
- Harry Potter and the Deathly Hallows – Part 2
- Harry Potter and the Deathly Hallows – Part 1
- The Sims 2: Apartment Pets
- The Sims 2: Castaway
- The Sims 2: Pets
- Spore Hero Arena
- Littlest Pet Shop
- Jambo! Safari
- Biker Mice from Mars
- Harlem Globetrotters: World Tour
- Touch Darts

GBA
- The Grim Adventures of Billy & Mandy
- Harlem Globetrotters: World Tour
- Pac-Man World 2
- Pac-Man World
- Ms. Pac-Man Maze Madness
- Backyard Skateboarding
- Beyblade G-Revolution
- Beyblade V-Force
- Monopoly
- Sim City 2000
- Aggressive Inline
- Dave Mirra Freestyle BMX 3
- Dave Mirra Freestyle BMX 2
- Justice League: Chronicles
- Punch King
- Animaniacs
- Freekstyle
- The Land Before Time

PSP
- Advent Shadow (cancelado)
- Sid Meier's Pirates!
- Xyanide

Wii
- My Sims Collection
- Littlest Pet Shop
- Jambo! Safari